# Саперна лопата

Ескіз ВСЛ (з книжки «Фортифікація піхоти», 1930-ті роки

Велика саперна лопата або просто саперна лопата — шанцевий інструмент, призначений для виконання робіт у ґрунті. 
Використовується як саперними підрозділами, так і іншими родами військ, входить до складу ЗІПа всіх армійських машин. Продуктивність одного бійця при роботі саперною лопатою вища, ніж при використовуванні піхотної лопатки і складає для ґрунтів середньої твердості близько 1 м³ на годину, для піскового ґрунту — 1,25 м³, для глинистого — близько 0,75 м³.

## ВСЛ-110
З радянських часів використовується ВСЛ-110 (рос. БСЛ-110) — «велика саперна лопата». Слово «велика» в назві вживається для того, щоб відрізняти її від інструмента самообкопування, який теж часто називають «саперною лопаткою» (хоч і її табельна назва — «Мала піхотна лопата»). Являє собою звичайну лопату, схожу із садовою, але з полотном прямокутної форми (як у зачисної лопати), що уможливлює використовування її як штикової, так і совкової лопати. Особливістю саперної лопати є посилена робоча частина — тулійка (тяж) і полотно, проклепане на 9 заклепок; на тулійці вище полотна закріплено обтискне кільце. Полотно з товстої загартованої сталі. Держак роблять з берези і точно підганяють до діаметра тулійки, закріплюють шурупом та обтискують кільцем. Ще один (запасний) шуруп угвинчується у верхній кінець держака. 
Міцна конструкція забезпечує надійність лопати в екстремальних умовах експлуатації. Кут загострення нижньої крайки полотна визначається дослідним шляхом і залежить від місцевих ґрунтів. Держак зазвичай не фарбується (для зручності роботи), полотно також не підлягає фарбуванню або покривається бітумним лаком. При тривалому зберіганні полотно змащують невеличкою кількістю мастила.
Саперна лопата має суворо стандартизовані розміри, оскільки використовується ще як вимірювальний інструмент. Загальна довжина лопати — 110 см. Довжина полотна — 25 см, ширина — 20 см. Відстань від робочої крайки до верхнього кінця тяжа — 40 см. Вага близько 1,9 кг.
Працюють саперною лопатою стоячи, врізаючи її у землю під кутом і натискаючи ногою на ступак. Перерви у роботі у спокійній обстановці роблять через 30-40 хвилин.
Саперна лопата входить до складу ЗІПів військової техніки і перевозиться як ззовні корпусу, для чого на ньому передбачено штатні кріплення, так й усередині машин. Колись передбачалась можливість носіння ВСЛ-110 за спиною, для чого на чохол надівався ремінь, а держак тримався на плечі за допомогою ремінця-петлі.

## Саперна лопата НАТО

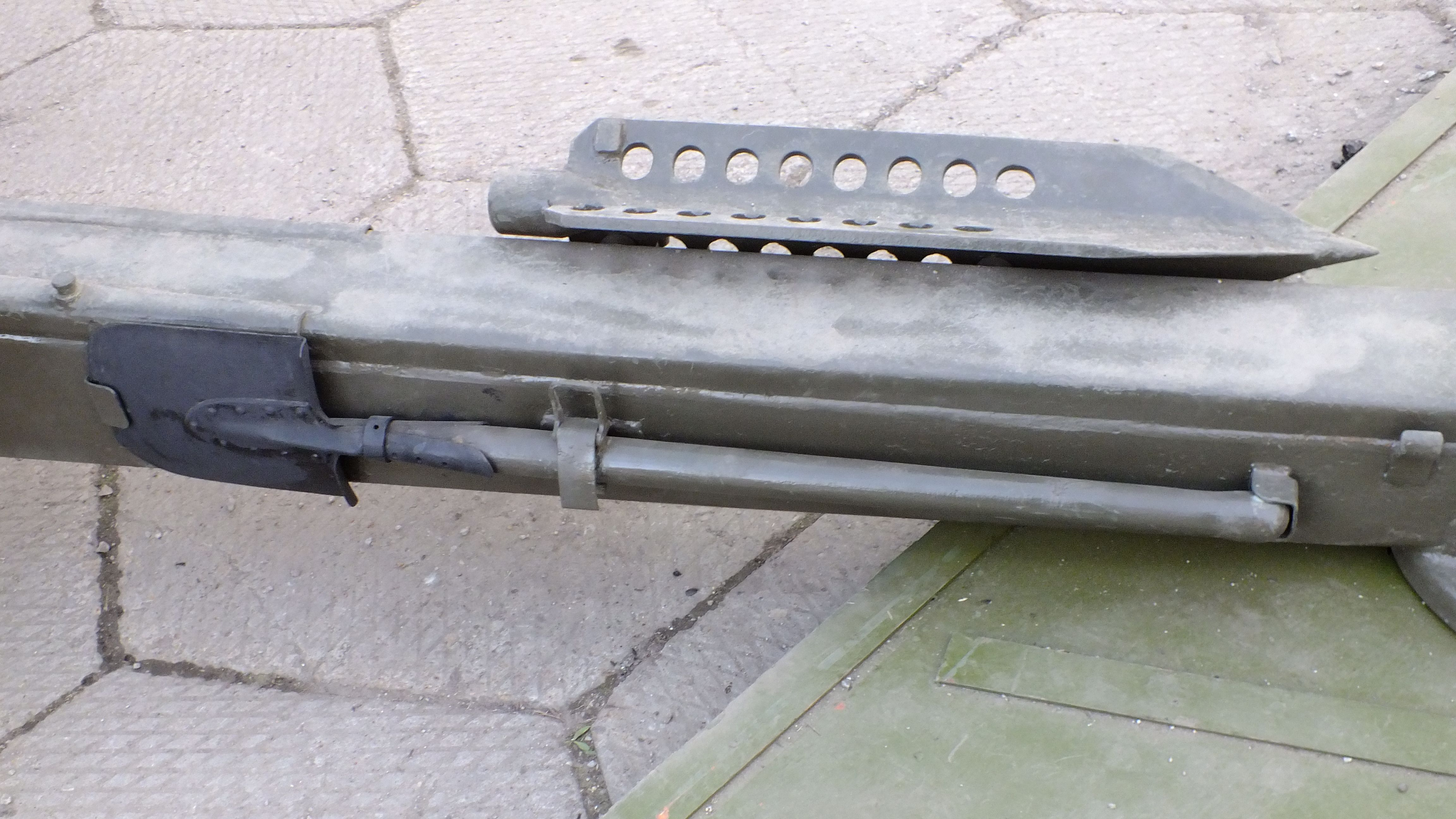
Саперна лопата на лафеті гармати

У країнах НАТО уживається варіант саперної лопати зі закругленою нижньою частиною полотна (як у садової універсальної лопати). Загальна довжина лопати також дорівнює 110 см (44 дюйми).